# Collectie Cogitatio
Collectie Cogitatio is een collectie stripalbums uitgegeven door uitgeverij Daedalus. In deze collectie worden fantasie reeksen uitgegeven waarin avontuur en magie centraal staan. De collectie omvat series als  De minderbroedersschool, Servitude, Dwarf en De glazen dekens.